# Erdberg (quartier)
Erdberg est une ancienne commune indépendante qui fait aujourd'hui partie de Landstrasse, le troisième arrondissement de Vienne, en Autriche.